# Stephen Zimba
Stephen Zimba (ur. 5 maja 1968) – zambijski piłkarz grający na pozycji bramkarza. W swojej karierze rozegrał 1 mecz w reprezentacji Zambii.

## Kariera klubowa
W swojej karierze piłkarskiej Zimba grał w klubie Nchanga Rangers FC.

## Kariera reprezentacyjna
W reprezentacji Zambii Zimba zadebiutował 25 maja 1993 w wygranym 4:2 towarzyskim meczu z Malawi, rozegranym w Lusace i był to jego jedyny mecz w kadrze narodowej. Wcześniej, w 1992 roku, powołano go do kadry na Puchar Narodów Afryki 1992. Na tym turnieju nie rozegrał żadnego spotkania.